# Pseudopelagonema elegans
Pseudopelagonema elegans is een rondwormensoort uit de familie van de Oncholaimidae.